# Goldene Leinwand
De Goldene Leinwand ('gouden doek') is een Duitse filmprijs die jaarlijks wordt uitgereikt aan commercieel succesvolle films. Afhankelijk van het aantal bezoekers binnen een bepaalde periode wordt een andere versie van de prijs uitgereikt.
De prijs wordt sinds 1964 jaarlijks uitgereikt door Hauptverband Deutscher Filmtheater e.V. (HDF) den het tijdschrift Filmecho/Filmwoche. Zowel Duitse als buitenlandse films komen voor de prijs in aanmerking. 

## Categorieën
- Goldene Leinwand: 3 miljoen bezoekers in 18 maanden.
- Goldene Leinwand mit Stern: zes miljoen bezoekers in 18 maanden.
- Goldene Leinwand mit 2 Sternen: negen miljoen bezoekers in 18 maanden.
- Goldene Leinwand mit 3 Sternen: twaalf miljoen bezoekers in 18 maanden.
- Goldene Leinwand mit Stern und Brillanten: filmserie die uit minstens zes films bestaan, en samen meer dan 30 miljoen toeschouwers trekken.
- Goldene Leinwand für besondere Verdienste